# Бондаренко Валерій Миколайович
Вале́рій Микола́йович Бондаре́нко (15 жовтня 1989, с. Попівка — 14 серпня 2014, с. Новосвітлівка) — майор (посмертно) Збройних сил України, учасник російсько-української війни.

## Життєпис
Народився 1989 ррку в селі Попівка (Новгород-Сіверський район, Чернігівська область). Закінчивши середню школу у своєму селі, 2006 року вступив до Академії сухопутних військ імені гетьмана Петра Сагайдачного, яку закінчив 2010 року за спеціальністю «Бойове застосування та управління діями підрозділів, частин, з'єднаннями сухопутних військ», присвоєно військове звання лейтенант.
Під час російсько-української війни — капітан, командир роти 24-ї окремої механізованої бригади. Рота протягом трьох місяців не пропускала на територію проведення антитерористичної операції російських бойовиків та перешкоджала завезенню зброї з РФ.
Загинув 14 серпня 2014 року внаслідок мінометного обстрілу, вчиненого російськими терористами під час операції з блокування Луганська в районі смт Новосвітлівка.
Похований 16 серпня 2014-го в рідному селі Попівка. Залишились мати, брат, дружина і маленька донька.

## Нагороди та вшанування
- 5 листопада 2019 року, за особисту мужність і самовіддані дії, виявлені у захисті державного суверенітету та територіальної цілісності України, нагороджений орденом Богдана Хмельницького II ступеня.
- 15 липня 2014 року, за особисту мужність і героїзм, виявлені у захисті державного суверенітету та територіальної цілісності України, нагороджений орденом Богдана Хмельницького III ступеня.
- 20 квітня 2021 року — Почесна відзнака Чернігівської обласної ради «За мужність і вірність Україні»[1].
- Його портрет розміщений на меморіалі «Стіна пам'яті полеглих за Україну» в Києві: секція 2, ряд 6, місце 33.
- Вшановується 14 серпня на щоденному ранковому церемоніалі вшанування українських захисників, які загинули цього дня в різні роки внаслідок російської збройної агресії[2].
- Посмертно присвоєне військове звання майор.
- 4 грудня 2014 року у селі Попівка на фасаді будівлі загальноосвітньої школи йому відкрито меморіальну дошку.